# جامعة الحدود الشمالية
جامعة الحدود الشمالية هي جامعة حكومية سعودية مستقلة تأسست عام 2007م، وتقع في منطقة الحدود الشمالية شمال المملكة العربية السعودية. تضم الجامعة مقرات في عرعر ورفحاء وطريف، وتشمل 11 كلية، ويبلغ عدد طلابها أكثر من 18,313 طالبًا وطالبة.

## نبذه عن الجامعة
تتمتع جامعة الحدود الشمالية بموقعها الجغرافي الفريد الذي تبوأته بميدان التعليم العالي بالمملكة العربية السعودية كَوْنُهَا الجامعةَ الوحيدةَ بمنطقة الحدود الشمالية في شمال المملكة العربية السعودية، ولهذا تحمل الجامعة اسم هذه المنطقة الفردية من مناطق المملكة. وتستفيد في بناء خططها من قيم المنطقة الغنية، وثقافتها، وتاريخها، وموقعها. كما تنسجم خطتنا الإستراتيجية للأعوام 2020- 2025  مع ما تزخر به المنطقة من موارد طبيعية، وتتفق أيضاً مع رؤية المملكة 2030، و مع نظام الجامعات الجديد مسترشدة بالأولويات الإستراتيجية لإمارة منطقة الحدود الشمالية.
| === إحصائة عامة === |                                                           |              |
| م                   | المكون                                                    | إجمالي العدد |
| 1                   | عدد طلاب وطالبات الجامعة في كافة الدرجات العلمية          | 18313        |
| 2                   | عدد أعضاء هيئة التدريس ومن في حكمهم في الجامعة            | 1052         |
| 3                   | عدد الموظفين في الجامعة                                   | 677          |
| 4                   | عدد وكالات الجامعة                                        | 3            |
| 5                   | عدد الكليات في الجامعة                                    | 11           |
| 6                   | عدد العمادات المساندة في الجامعة                          | 5            |
| 7                   | عدد المعاهد في الجامعة                                    | 1            |
| 8                   | عدد المراكز العلمية والبحثية في الجامعة                   | 5            |
| 9                   | عدد المراكز الأخرى                                        | 2            |
| 10                  | عدد الإدارات                                              | 16           |
| 11                  | عدد مقرات الجامعة                                         | 3            |
| 12                  | عدد المدن الطبية / المستشفيات / المراكز الطبية في الجامعة | 1            |
| 13                  | عدد المرافق الرياضية في الجامعة (ملاعب، صالات)            | 10           |
| 14                  | عدد البرامج الاكاديمية في الجامعة                         | 66           |

## نشأتها وتطورها:[3]
1428هـ : أعلن خادم الحرمين الشريفين الملك عبدالله بن عبد العزيز -رحمه الله- إبَّانَ زيارَتِهِ التاريخية إلى منطقة الحدود الشمالية، تأسيسَ جامعة الحدود الشمالية بموجب مرسوم ملكي، حيث ضمت كليةُ المعلمين التي تأسست سابقاً إلى جانب فَرْعَيْ جامعة الملك عبدالعزيز بكل من عرعر ورفحاء. كما أعقب تأسيس جامعة الحدود الشمالية مباشرة إنشاء العديد من الكليات الجديدة، التي ضمت كليات الطب، والصيدلة، والتمريض، والعلوم الطبية التطبيقية، والهندسة، وعلوم الحاسوب، وإدارة الأعمال، وكلية المجتمع، التي تَوَزَّعَتْ جميعها حول حرمها الجامعي الرئيسي في عرعر، إلى جانب فروع الجامعة الثلاثة في كل من رفحاء وطريف والعويقيلة. وقد شهدت الجامعة الناشئة فترة تطور سريع، حتى شَكَّلَتْ مِحور تحول رئيسي للمعرفة، والتقدم الاجتماعي، والاقتصادي بالمنطقة.

## جامعة الحدود الشمالية: تاريخ من النمو والتحول
تعود جذور جامعة الحدود الشمالية إلى عام 1402هـ مع تأسيس الكلية المتوسطة للبنات كأول لبنة للصرح الأكاديمي في المنطقة، التي تطورت لاحقًا إلى كلية للمعلمين في 1408هـ. وفي 1426هـ، توسع التعليم الجامعي بإنشاء كليتي العلوم بعرعر والمجتمع برفحاء كفروع لجامعة الملك عبد العزيز. وفي عام 1428هـ، جاءت اللحظة التاريخية بتأسيس جامعة الحدود الشمالية بأمرٍ ملكي من خادم الحرمين الشريفين الملك عبد الله بن عبد العزيز – رحمه الله – لتضم الكليات القائمة وتتوسع بسرعة، حيث أُنشئت كليات جديدة في فروعها الممتدة بعرعر، رفحاء، طريف، والعويقيلة، مما عزز من حضورها الأكاديمي في المنطقة.
تسعى جامعة الحدود الشمالية إلى تعزيز دورها كمحور رئيسي في تحقيق أهداف رؤية 2030، مستفيدةً من موقعها الاستراتيجي بمنطقة غنية بالموارد التعدينية، ومن إمكاناتها الأكاديمية والبحثية المتطورة. تُركّز الجامعة على تقديم تعليم نوعي وبحث علمي متقدم، إضافة إلى بناء شراكات استراتيجية تخدم التنمية الاقتصادية والاجتماعية.

## التوجه الاستراتيجي[4]
- الرؤية

نطمح إلى أن نصبح جامعة متميزة، ذات مصداقية، تتسم بتقديم برامج أكاديمية قائمة على بناء الكفاءات، والبحث، والابتكار، وتقديم خدماتها على مستوى المنطقة والمملكة.
- الرسالة

نحن جامعة شاملة تخدم الأهداف المحلية للمنطقة، مع الالتزام بتحقيق التميز التعليمي. وانطلاقاً من قيمنا الرئيسية وتراثنا التاريخي وموقعنا الجغرافي، نقدم برامج تعليمية مبتكرة تتسم بمخرجاتها التي تزيد من فعالية الموارد البشرية، والاقتصادية، والثقافية، والطبيعية لمنطقة الحدود الشمالية وخارجها.
- التوجهات الاستراتيجية

تم بناء الخطة الاستراتيجية على التوجهات التي أنشئت عليها الجامعة ابتداءً. وتستند الخطة الاستراتيجية على أربعة أسس تمثل التوجهات الرئيسة لها، بهدف تحقيق تحول مؤثر على المستوى المحلي والوطني.
o    التوجه الأول: التعليم والتعلم
-    إعداد طلاب جامعة الحدود الشمالية لمجابهة تحديات التطورات المتسارعة التي تشهدها المنطقة والبلاد عموماً وذلك من خلال تزويدهم بالخبرات التعليمية، التي يحتاجها سوق العمل مع تزويدهم بالكفاءات الأساسية من خلال الأنشطة الصفية والأنشطة واللاصفية وتبني ممارسات عالية التأثير وتحقيق هذه الكفاءات عن طريق تبني ممارسات عالية التأثير لتعزيز التعليم لدى الطلاب وتحقيق الكفاءات المطلوبة.
-    تعيين هيئة تدريس على مستوى رفيع وتطويرهم والمحافظة عليهم، ليتمكنوا من دعم مستوى تعلم الطلاب وأداء الواجبات الأكاديمية والبحثية بمستوى متميز، مع استهداف رفع نسبة السعوديين المؤهلين بهيئة التدريس.
-    تعزيز التنوع في خبرات هيئة التدريس للاستفادة من تجارب الجامعات الأخرى والاستفادة منها.
o    التوجه الثاني: البحث والابتكار
تشجيع البحث العلمي والأنشطة الابتكارية بشكل عام وفي التخصصات المستهدفة بشكل خاص، وذلك من أجل المساهمة في تلبية احتياجات المجتمع المحلي والتحديات الوطنية.
o    التوجه الثالث: المشاركة المجتمعية
الانخراط الفاعل في خدمة المجتمع على المستوى المحلي والوطني، ومن خلال المنهجيات الهيكلية ذات المنفعة المشتركة، والشراكات ذات التأثير في برامج خدمة المجتمع، والذي يؤكد التزام جامعة الحدود الشمالية برسالتها وأهدافها الواضحة تجاه المنطقة.
o    التوجه الرابع: البنية التحتية ومصادر الدخل
-    بناء مقر جامعي فاعلًا وذا كفاءة وذا سعة كافية، وتزويده ببنية تقنية حديثة، إضافة إلى تأسيس مصادر دخل متنوعة وموارد حيوية، من أجل تعزيز تميز الجامعة، وترتيبها، وتصنيفها.
-    تأسيس مرافق خاصة بالأنشطة الطلابية، وتعزيز دور الجامعة القيادي في الشراكات الإقليمية والدولية.

## الأهداف العامة للجامعة[5]:
- تقديم تعليم متميز يعزز الفكر والمهنية
- تعزيز بيئة البحث والابتكار بما يحقق أولويات الجامعة البحثية
- تعزيز الشراكة المجتمعية
- تطوير نظام إداري ومالي يعزز كفاءة الإدارة وتنويع مصادر الدخل

## الوكالات والعمادات المساندة والكليات[6]:
الوكالات:
- وكالة الجامعة للدراسات العليا والبحث العلمي
- وكالة الجامعة للشؤون الأكاديمية
- وكالة الجامعة

العمادات المساندة:
- عمادة البحث العلمي
- عمادة التطوير والجودة
- عمادة شؤون الطلاب
- عمادة التعليم الإلكتروني ومصادر المعرفة
- عمادة القبول والتسجيل

الكليات:
- كلية الطب
- كلية التمريض
- كلية العلوم الطبية التطبيقية
- كلية الصيدلة
- كلية العلوم
- كلية الهندسة
- كلية الحاسبات وتقنية المعلومات
- كلية إدارة الأعمال
- كلية العلوم الانسانية والاجتماعية
- كلية التصاميم والفنون
- الكلية التطبيقية

## رؤساء جامعة الحدود الشمالية
| الرئيس                             | الفترة           |
| ---------------------------------- | ---------------- |
| أ. د. أسامه بن صادق عبد الرحمن طيب | 2007 -2011 م     |
| أ. د. سعيد بن عمر آل عمر           | 2011 - 2019م     |
| أ. د. محمد بن يحيى الشهري          | 2019 - 2023م     |
| أ. د. أحمد بن علي الرميح           | 2023م - حتى الآن |

## التعليم والتعلم[18]

### 1.    برامج أكاديمية في ضوء استشراف وظائف المستقبل منها[18]
- برنامج بكالوريوس هندسة الحاسب الآلي والشبكات.
- برنامج بكالوريوس الذكاء الاصطناعي.
- برنامج بكالوريوس الأمن السيبراني.
- برنامج بكالوريوس علم البيانات.
- برنامج بكالوريوس الأحياء التطبيقية.
- برنامج بكالوريوس تكنولوجيا الأعمال.
- برنامج بكالوريوس إدارة سلاسل الامداد.
- برنامج بكالوريوس التصميم الجرافيكي والوسائط الرقمية.
- برنامج بكالوريوس الشريعة.
- برنامج دبلوم خدمات العملاء.
- برنامج دبلوم الترميز الطبي

### 2.    الاعتماد الأكاديمي
- الاعتماد الأكاديمي المؤسسي: حصول الجامعة على الاعتماد الأكاديمي المؤسسي الكامل.[19]
- الاعتماد الأكاديمي البرامجي.[20][21][22]

| عدد وأسماء برامج البكالوريوس الحاصلة على الاعتماد البرامجي ونسبتها إلي برامج البكالوريوس الأخرى في الجامعة غير الحاصلة على الاعتماد | عدد وأسماء برامج البكالوريوس الحاصلة على الاعتماد البرامجي ونسبتها إلي برامج البكالوريوس الأخرى في الجامعة غير الحاصلة على الاعتماد | عدد وأسماء برامج البكالوريوس الحاصلة على الاعتماد البرامجي ونسبتها إلي برامج البكالوريوس الأخرى في الجامعة غير الحاصلة على الاعتماد | عدد وأسماء برامج البكالوريوس الحاصلة على الاعتماد البرامجي ونسبتها إلي برامج البكالوريوس الأخرى في الجامعة غير الحاصلة على الاعتماد |
| --- | --- | --- | --- |
| الحالة | العدد (النسبة) | جهة الاعتماد (العدد) | سبب عدم الاعتماد (العدد) |
| معتمد | 20 (91%) | هيئة تقويم التعليم والتدريب (17 برنامجًا)                                                                                            | - |
| معتمد | 20 (91%) | (8 برامج) ABET | - |
| معتمد | 20 (91%) | هيئة تقويم التعليم والتدريب و ABET (5)                                                                                              | - |

### أسماء البرامج المعتمدةوطنيًا
| م  | الكلية                       | اسم البرنامج             |
| 1  | الطب                         | الطب والجراحة            |
| 2  | العلوم الطبية التطبيقية      | تقنية المختبرات الطبية   |
| 3  | العلوم الطبية التطبيقية      | التغذية الإكلينيكية      |
| 4  | التمريض                      | علوم التمريض             |
| 5  | الهندسة                      | الهندسة الكهربائية       |
| 6  | الهندسة                      | الهندسة المدنية          |
| 7  | العلوم                       | علوم الحاسبات            |
| 8  | العلوم                       | الفيزياء                 |
| 9  | العلوم                       | الرياضيات                |
| 10 | الحاسبات وتقنية المعلومات    | تقنية المعلومات          |
| 11 | الحاسبات وتقنية المعلومات    | علوم الحاسبات            |
| 12 | الحاسبات وتقنية المعلومات    | نظم المعلومات            |
| 13 | إدارة الأعمال                | إدارة الموارد البشرية    |
| 14 | إدارة الأعمال                | التمويل                  |
| 15 | إدارة الأعمال                | المحاسبة                 |
| 16 | إدارة الأعمال                | التسويق                  |
| 17 | العلوم الإنسانية والاجتماعية | اللغة الإنجليزية وآدابها |

### أسماء البرامج المعتمدة دوليًا
| م | الكلية                    | اسم البرنامج        | حالة الاعتماد (معتمد/ غير معتمد) |
| 1 | الهندسة                   | الهندسة الكهربائية  | معتمد ABET                       |
| 2 | الهندسة                   | الهندسة المدنية     | معتمد ABET                       |
| 3 | الهندسة                   | الهندسة الصناعية    | معتمد ABET                       |
| 4 | الهندسة                   | الهندسة الكيميائية  | معتمد ABET                       |
| 5 | الهندسة                   | الهندسة الميكانيكية | معتمد ABET                       |
| 6 | الحاسبات وتقنية المعلومات | تقنية المعلومات     | معتمد ABET                       |
| 7 | الحاسبات وتقنية المعلومات | علوم الحاسبات       | معتمد ABET                       |
| 8 | الحاسبات وتقنية المعلومات | نظم المعلومات       | معتمد ABET                       |

إحصائية الطلاب والطالبات المستجدين والمقيدين والخريجين حسب الجنسية والجنس للعام 1445 هـ
| الحالة الدراسية | مستجدون | مستجدون   | مستجدون | مقيدون | مقيدون    | مقيدون | خريجون | خريجون    | خريجون | الإجمالي | النسبة إلى الإجمالي |
| الجنس           | سعودي   | غير سعودي | مجموع   | سعودي  | غير سعودي | مجموع  | سعودي  | غير سعودي | مجموع  | الإجمالي | النسبة إلى الإجمالي |
| ذكر             | 1517    | 17        | 1534    | 4065   | 78        | 4143   | 790    | 18        | 808    | 6485     | 35%                 |
| أنثى            | 2409    | 35        | 2444    | 6854   | 76        | 6930   | 2423   | 31        | 2454   | 11828    | 65%                 |
| المجموع         | 3926    | 52        | 3978    | 8919   | 154       | 9073   | 3213   | 49        | 3262   | 18313    | 100%                |

## البحث والابتكار

### ممكنات البحث والابتكار[23]

#### المراكز العلمية والبحثية في الجامعة[24]
- مركز الأبحاث العلمية وريادة الأعمال
- مركز البحوث الاجتماعية والإنسانية
- مركز أبحاث التعدين
- مركز الأبحاث الصحية
- مركز الترجمة والتأليف والنشر

### الكراسي البحثية[25]
- كرسي الأمير فيصل بن خالد بن سلطان لدراسات الطاقة المتجددة وتطبيقاتها
- كرسي أبحاث التعدين
- كرسي الاستشعار عن بعد
- كرسي التميز في أبحاث الذكاء الاصطناعي وتطبيقاته

### الوحدات البحثية
- وحدة الأبحاث الطبية
- وحدة الأبحاث الصيدلانية
- وحدة أبحاث الأمن السيبراني
- وحدة البحوث الهندسية والتقنية
- وحدة أبحاث العلوم الأساسية
- وحدة أبحاث العلوم الإدارية
- وحدة أبحاث العلوم التربوية
- وحدة أبحاث التعدين
- وحدة أبحاث الاستثمار عن بعد
- وحدة أبحاث البيئة والتنمية المستدامة
- وحدة أبحاث المرصد الفلكي

### برامج دعم البحث والابتكار[26]
- برنامج الأبحاث المدعومة
- برنامج واصل
- برنامج التمويل السريع
- برنامج النشر في مجلات النخبة
- برنامج التعاون البحثي الدولي
- برنامج سفير الجامعة للمبتعثين
- برنامج المجموعات البحثية

### إقرار ممكنات تنظيمية وتشريعية
- ضوابط منح الجوائز والمكافآت التشجيعية والتقديرية في البحث العلمي لأعضاء هيئة التدريس ومن في حكمهم.

الإنتاج البحثي: موجز الأداء وفق المؤشرات الرئيسة
| نسبة المتحقق من المستهدف | المتحقق                | المستهدف لعام التقرير | اسم مؤشر الأداء                                            |
| ------------------------ | ---------------------- | --------------------- | ---------------------------------------------------------- |
| 141%                     | 1407                   | 1000                  | عدد الأوراق العلمية المنشورة وفق قاعدة بيانات شبكة العلوم  |
| 152%                     | 1522                   | 1000                  | عدد الأوراق العلمية المنشورة وفق قاعدة بيانات سكوبس        |
| 144%                     | 2.3 ورقة علمية لكل عضو | 1.6                   | معدل النشر لكل عضو هيئة تدريس وفق قاعدة بيانات شبكة العلوم |
| 156%                     | 2.5 ورقة علمية لكل عضو | 1.6                   | معدل النشر لكل عضو هيئة تدريس وفق قاعدة بيانات سكوبس       |

## الدراسات العليا[28]
- برامج الدراسات العليا

| ماجستير الهندسة الكيميائية     | ماجستير الهندسة الكهربائية  | ماجستير هندسة السلامة وإدارة المخاطر |
| ماجستير الهندسة الميكانيكية    | ماجستير الهندسة المدنية     | ماجستير علم البيانات                 |
| ماجستير إدارة الأعمال التنفيذي | ماجستير الكيمياء التطبيقية  | ماجستير الأمن السيبراني              |
| ماجستير الإحصاء التطبيقي       | ماجستير المحاسبة المهنية    | ماجستير الإدارة الصحية التنفيذي      |
| ماجستير التعليم الطبي          | ماجستير تمريض الصحة العامة  | ماجستير الفقه وأصوله                 |
| ماجستير الإدارة التربوية       | الماجستير المهني في القانون | ماجستير اللغويات التطبيقية           |

## الابتعاث
75% من المبتعثين تم توجيههم إلى أفضل 200 جامعة عالميًا أو أفضل 200 جامعة في تخصصاتهم.

## تصنيف الجامعة
تصنيف الجامعة في التصنيفات العالمية المعتمدة
| م | التصنيف | الترتيب عربياً | الترتيب وطنيًا | الترتيب عالميًا |
| - | --- | ------------- | ------------- | -------------- |
| 1 | قرينميترك للجامعات العالمية UI GreenMetric World University Rankings                                              | -             | 4             | 645            |
| 2 | تصنيف التايمز العالمي للجامعات – العلوم متعددة التخصصات. Time Higher Education Interdisciplinary Science Rankings | -             | 8             | 159            |
| 3 | تصنيف التايمز العالمي للجامعات. Times Higher Education World University Rankings                                  | -             | 25            | 1200-1001      |
| 4 | تصنيف كيو-اس للجامعات العربية QS Arab Region University Rankings                                                  | 57            | 13            | -              |
| 5 | تصنيف كيو-اس العالمي للجامعات QS World University Rankings                                                        | -             | 16            | 1000-951       |

## المكتبات[29]
| عدد مقتنيات المكتبات 345300 | عدد الكتب المعارة 10408 | عدد المستفيدين 16345 |
| --------------------------- | ----------------------- | -------------------- |

### مقتنيات الجامعة من الكتب والمخطوطات
| جدول مقتنيات الجامعة من الكتب والمخطوطات خلال العام الجامعي 2024 | جدول مقتنيات الجامعة من الكتب والمخطوطات خلال العام الجامعي 2024 | جدول مقتنيات الجامعة من الكتب والمخطوطات خلال العام الجامعي 2024 | جدول مقتنيات الجامعة من الكتب والمخطوطات خلال العام الجامعي 2024 |                       |       |       |       |
| ---------------------------------------------------------------- | ---------------------------------------------------------------- | ---------------------------------------------------------------- | ---------------------------------------------------------------- | --------------------- | ----- | ----- | ----- |
| المكتبة                                                          | مجموع العناوين                                                   | مجموع المجلدات                                                   | الإجمالي                                                         |                       |       |       |       |
| المكتبة                                                          | مجموع العناوين                                                   | مجموع المجلدات                                                   | الإجمالي                                                         | مكتبة عرعر شطر الطلاب | 18303 | 66997 | 85300 |
| مكتبة عرعر شطر الطالبات                                          | 23216                                                            | 55599                                                            | 78815                                                            |                       |       |       |       |
| مكتبة رفحاء شطر الطلاب                                           | 10495                                                            | 30264                                                            | 40759                                                            |                       |       |       |       |
| مكتبة رفحاء شطر طالبات                                           | 11408                                                            | 36539                                                            | 47947                                                            |                       |       |       |       |
| مكتبة طريف شطر الطلاب                                            | 6001                                                             | 38860                                                            | 44861                                                            |                       |       |       |       |
| مكتبة طريف شطر طالبات                                            | 7109                                                             | 40509                                                            | 47618                                                            |                       |       |       |       |
| الإجمالي                                                         | 76532                                                            | 268768                                                           | 345300                                                           |                       |       |       |       |

## مؤشرات شؤون الطلاب[18]
- المركز الأول في بطولة كرة القدم للاتحاد الرياضي للجامعات السعودية.
- المركز الثاني في بطولة الجامعات للألعاب الإلكترونية للاتحاد الرياضي للجامعات السعودية.
- المركز الأول كأفضل مشاركة مسرحية بالمهرجان المسرحي الأول للجامعات السعودية المقام بجامعة جازان.
- الحصول على المركز السابع في مؤشر أداء الجامعات السعودية (للطالبات).
- الحصول على المركز العاشر في مؤشر أداء الجامعات السعودية (للطلاب).

### الخدمة المجتمعية
| عدد الأنشطة 699 | عدد المستفيدين 74953 | عدد الجهات المشاركة 81 |
| --------------- | -------------------- | ---------------------- |

### العمل التطوعي
| التطوع بالجامعة خلال العام 1445هـ | التطوع بالجامعة خلال العام 1445هـ | التطوع بالجامعة خلال العام 1445هـ |
| المؤشر                            | القيمة                            | المتوسط                           |
| --------------------------------- | --------------------------------- | --------------------------------- |
| عدد الفرص التطوعية                | 1225                              | -                                 |
| إجمالي ساعات التطوع               | 120508.5                          | متوسط 98.4 ساعة لكل فرصة          |
| إجمالي عدد المتطوعين              | 11131                             | 9.1 متطوع لكل فرصة                |
| المتطوعين بدون تكرار              | 4394                              | معدل تكرار 2.5 مرة للمتطوع        |

## وصلات خارجية
- جامعة الحدود الشمالية